# Openbaar vervoer in Nijmegen

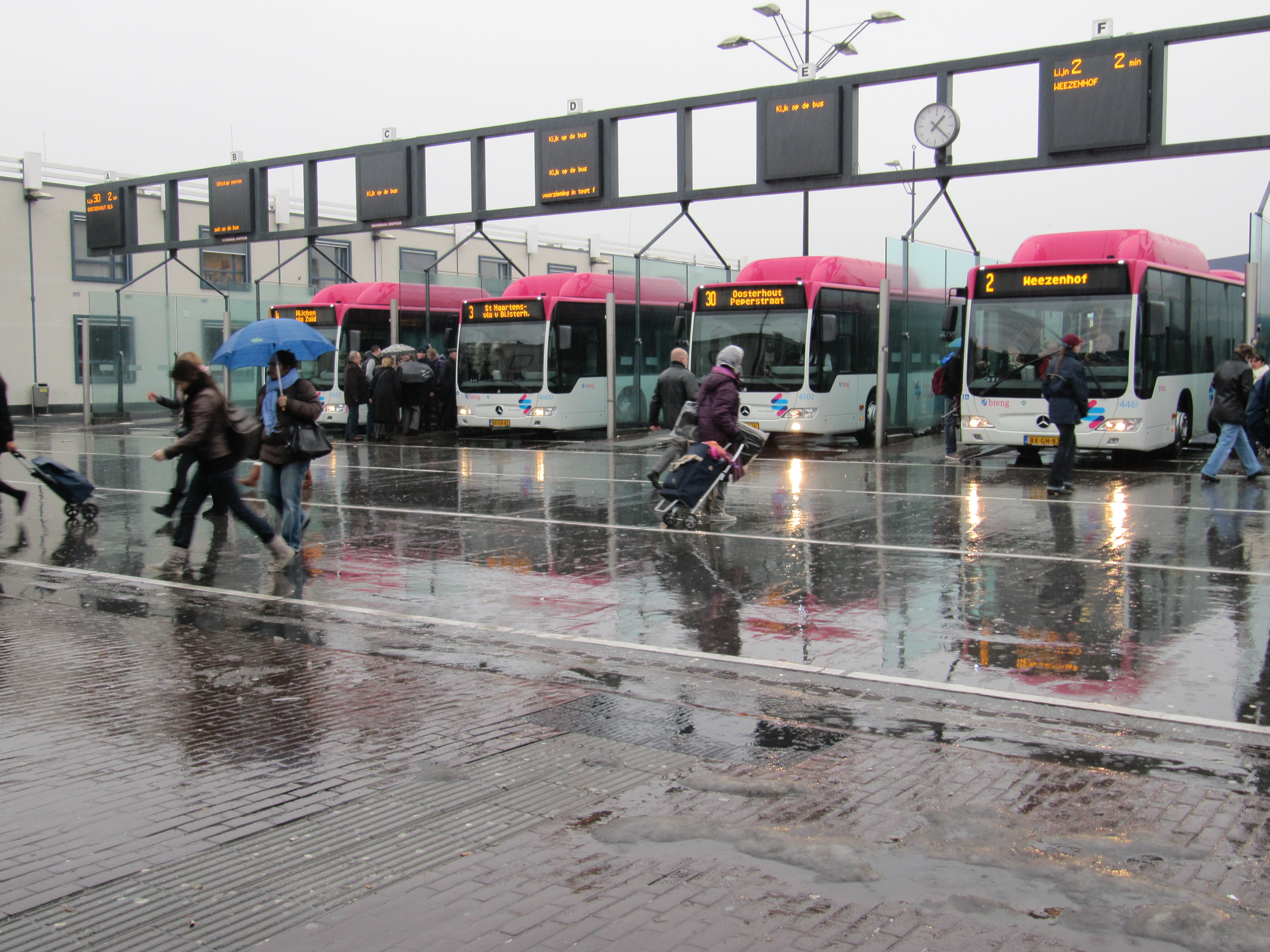
Busstation bij station Nijmegen

Het openbaar vervoer in Nijmegen bestaat uit treinverbindingen van de Nederlandse Spoorwegen en Arriva, stads- en streekbussen van Hermes (onder de naam Breng) en de streekbussen van Arriva, DB Rheinlandbus en NIAG. Nijmegen beschikt met ingang van december 2014 over 5 stations: Nijmegen (Centraal Station), Nijmegen Dukenburg, Nijmegen Heyendaal, Nijmegen Lent en Nijmegen Goffert.
Het Centraal Station van Nijmegen vormt het belangrijkste knooppunt van openbaar vervoer in Nijmegen. Van hieruit vertrekken intercitytreinen, sprinters en stoptreinen. Bij het station ligt een busstation dat door alle stads- en streekbussen wordt aangedaan. Van hieruit vertrekken stadsbussen naar de verschillende wijken, naar de andere Nijmeegse stations en aangrenzende gemeentes en streekbussen in de richting Arnhem, Beuningen, Druten, Grave, Gennep, Groesbeek, Kleef, Emmerik, Millingen aan de Rijn, Molenhoek, Oosterhout, Uden, Venlo en Wijchen. Het station ligt op loopafstand van het centrum van Nijmegen.
Station Dukenburg bevindt zich in het stadsdeel Dukenburg in het westen van Nijmegen. Dit station vormt een klein knooppunt, met sprinters en het busstation Station Dukenburg (dat tot eind 2013 'Brabantse Poort' werd genoemd). Het ligt op loopafstand van winkelcentrum Dukenburg.
Station Heyendaal ligt in de wijk Heijendaal en ligt op loopafstand van de Radboud Universiteit, de Nijmeegse vestiging van de HAN, het Radboudumc en de studentencomplexen Hoogeveldt en Sterrenbosch. Voor deze reizigers rijdt ook de Heyendaalshuttle, een hoogfrequente busverbinding vanaf het Centraal Station.
Station Nijmegen Lent bevindt zich in het dorp Lent midden in de noordelijke stadsuitbreiding Waalsprong.
Station Nijmegen Goffert bevindt zich ter hoogte van de kruising van de Neerbosscheweg met de Graafseweg nabij het Goffertpark. Het ligt hiermee tussen station Nijmegen en station Nijmegen Dukenburg.
Verder is er op Plein 1944 een busstation, wat het stadscentrum ontsluit.
Het Canisius-Wilhelmina Ziekenhuis (C.W.Z.) en de Sint Maartenskliniek zijn bereikbaar vanaf Centraal Station, station Nijmegen Dukenburg en station Nijmegen Heyendaal.

## Treinverbindingen
Op de stations in Nijmegen stoppen de volgende treinseries:
| Serie       | Treinsoort         | Route | Bijzonderheden |
| ----------- | ------------------ | --- | --- |
| 3000        | Intercity (NS)     | Nijmegen – Arnhem Centraal – Ede-Wageningen – Veenendaal-De Klomp – Driebergen-Zeist – Utrecht Centraal – Amsterdam Centraal – Zaandam – Alkmaar – Den Helder           | Veenendaal-De Klomp wordt alleen na 19:00 bediend door deze serie. |
| 3100        | Intercity (NS)     | Den Haag Centraal – Leiden Centraal – Schiphol Airport – Amsterdam Bijlmer ArenA – Utrecht Centraal – Veenendaal-De Klomp – Ede-Wageningen – Arnhem Centraal – Nijmegen | Rijdt na circa 22:30, zaterdagochtend tot circa 9:00 en op zondagochtend tot circa 10:00 niet tussen Nijmegen en Utrecht Centraal v.v. Stopt alleen van vrijdag t/m zondag tot circa 19:00 te Veenendaal-De Klomp. |
| 3600        | Intercity (NS)     | Roosendaal – Breda – Tilburg – 's-Hertogenbosch – Nijmegen – Arnhem Centraal – Dieren – Zutphen – Deventer – Zwolle                                                     | |
| 6600        | Sprinter (NS)      | Dordrecht – Breda – Tilburg – 's-Hertogenbosch – Nijmegen Dukenburg – Nijmegen Goffert – Nijmegen – Nijmegen Lent – Arnhem Centraal                                     | Rijdt alleen doordeweeks tot 19:00 uur tussen Nijmegen en Arnhem Centraal v.v. |
| 7600        | Sprinter (NS)      | Wijchen – Nijmegen Dukenburg – Nijmegen Goffert – Nijmegen – Nijmegen Lent – Arnhem Centraal – Dieren – Zutphen                                                         | 's Avonds na 20:00 uur en op zondag wordt er niet tussen Nijmegen en Wijchen v.v. gereden en wordt 1x per uur gereden tussen Arnhem Centraal en Zutphen v.v.                                                       |
| 21430       | Intercity (NS)     | Utrecht Centraal – Driebergen-Zeist – Veenendaal-De Klomp – Ede-Wageningen – Arnhem Centraal – Elst – Nijmegen                                                          | Nachtnet. Rijdt alleen in de nachten van vrijdag op zaterdag en zaterdag op zondag. Stopt richting Utrecht Centraal niet in Veenendaal-De Klomp en Driebergen-Zeist.                                               |
| 32200 RS 11 | Stoptrein (Arriva) | Nijmegen – Nijmegen Heyendaal – Venray – Venlo – Roermond | |
| 32300 RS 11 | Stoptrein (Arriva) | Nijmegen – Nijmegen Heyendaal – Venray – Venlo | Rijdt niet 's avonds en in het weekend. De laatste drie ritten vanaf Nijmegen gaan tot Venlo. |

## Stads- en streekvervoer
Busverbindingen in Nijmegen bestaan uit een stadsdienst en streeklijnen naar omliggende plaatsen. Nijmegen valt onder de concessie Arnhem-Nijmegen van de provincie Gelderland. De exploitatie is voornamelijk in handen van vervoerder Hermes aan welke het vervoer gegund is per 9 december 2012. Hermes voert de diensten uit onder de merknaam Breng. Enkele streeklijnen uit andere concessiegebieden worden gedeeltelijk of geheel door andere vervoerders gereden.
Vanaf 1889 kende Nijmegen openbaar vervoer in de stad in de vorm van paarden- en stoomtrams die door de Nijmeegsche Tramweg-Maatschappij geëxploiteerd werden. De Gemeente-Tram Nijmegen nam deze lijnen in 1911 over en ging over op het gebruik van elektrische trams en bussen (zie ook Nijmeegse tram). Vanaf 1952 deden trolleybussen hun intrede in Nijmegen en de laatste tramlijn werd in 1955 opgeheven (zie ook Nijmeegse trolleybus). De GTN werd losgekoppeld van het elektriciteitsbedrijf en met de reinigingsdienst samengevoegd tot de Centrale Vervoerdienst der Gemeente Nijmegen (CVD). Op streeklijnen reed in die tijd vooral Zuidooster. CVD werd in 1997 verzelfstandigd tot Novio. In 2001 reden er in Nijmegen voornamelijk de stadsbussen van Novio en de streekbussen van Zuidooster opvolgers Hermes en Connexxion.
Op 12 december 2004 is de opzet van het lijnnetwerk in Nijmegen grondig gewijzigd. Hiermee speelden Novio en Hermes in op grootschalige bezuinigingen in het openbaar vervoer door de overheid. Met de herstructurering werd geprobeerd met het verminderde budget een zo goed mogelijke dienstverlening op te zetten. Een van de verbeteringen was het verbeteren van de bereikbaarheid van Heyendaal, waar het Radboudziekenhuis, de Universiteit van Nijmegen en de Hogeschool van Arnhem en Nijmegen gevestigd zijn. Het campusterrein kreeg een aparte hoogfrequente shuttledienst. Deze reed aanvankelijk over de Sint Annastraat. In 2006 werd de busbaan van Centraal Station door de spoorkuil verlengd naar Heyendaal. Bij station Heyendaal kwam een nieuwe bushalte en lijn 10 ging via deze nieuwe busbaan rijden, waardoor de rijtijd werd verkort. In 2009 begon de gemeente met de reconstructie van het "rondje Heyendaal" waarbij onder andere een vrije busbaan voor de Heyendaalshuttle op de Heyendaalseweg werd aangelegd.
Tot 28 mei 2005 kende Nijmegen een nachtnet. Deze nachtbussen reden alleen in de nacht van zaterdag op zondag. Op 28 mei 2005 werd het nachtnet opgeheven omdat het niet kostendekkend was. 
In 2008 werd het vervoer in de gehele Stadsregio Arnhem-Nijmegen opnieuw aanbesteed voor een periode van drie jaar. De concessie werd gegund aan Novio, inmiddels net als Hermes een dochterbedrijf van Connexxion. Met ingang van de nieuwe dienstregeling op 13 december 2009 ging de nieuwe concessie in en ging Novio alle busdiensten verzorgen onder de merknaam Breng. Ook keerde het nachtnet in Nijmegen terug. De nieuwe nachtbussen gingen rijden in de nacht van vrijdag op zaterdag en de nacht van zaterdag op zondag. Ook de frequentie werd opgevoerd. Voor de exploitatie van de stadsdienst schafte Novio een vloot nieuwe aardgasbussen aan. Op 9 december 2012 nam Hermes het vervoer over van Novio. De naam Breng bleef gehandhaafd.

### Busverbindingen
Onderstaand lijnnetwerk geldt sinds 6 april 2025. De vervoerder is Hermes onder de naam Breng.
| Lijn         | Route | Vervoersbedrijf         | Bijzonderheden                                                       |
| ------------ | --- | ----------------------- | -------------------------------------------------------------------- |
| Stadslijnen  | |                         |                                                                      |
| 2            | Lindenholt West - Station Dukenburg - Nijmegen CS - Waalkade - Sint Maartenskliniek                                                                             | Hermes (Breng)          |                                                                      |
| 3            | Nijmegen CS - Lent - Oosterhout | Hermes (Breng)          |                                                                      |
| 4            | Aldenhof - Station Dukenburg - Lindenholt Oost | Hermes (Breng)          | Rijdt alleen 's avonds en op zondag                                  |
| 5            | De Horst/Breedeweg - Groesbeek - Heilig Landstichting - Nijmegen CS - Weurt - Beuningen                                                                         | Hermes (Breng)          | Rijdt om en om naar De Horst of naar Breedeweg.                      |
| 6            | Station Dukenburg - Malvert - Hatert - Heijendaal - Nijmegen CS - Neerbosch-Oost                                                                                | Hermes (Breng)          |                                                                      |
| 8            | Hatert - CWZ - Nijmegen CS - Waalkade - Berg en Dal | Hermes (Breng)          |                                                                      |
| 9            | Nijmegen CS - Heijendaal - Overasselt - Nederasselt - Grave | Hermes (Breng)          |                                                                      |
| 10           | Nijmegen CS - Station Heyendaal - Heijendaal | Hermes (Breng)          | Heyendaalshuttle. Rijdt van maandag t/m vrijdag tot 22:00.           |
| 11           | Beuningen - Lindenholt-Oost - Station Dukenburg | Hermes (Breng)          | Rijdt niet 's avonds en in het weekend.                              |
| 12           | Druten - Station Goffert - Heijendaal - Nijmegen CS | Hermes (Breng)          | Rijdt niet 's avonds en in het weekend.                              |
| 13           | Wijchen Bijsterhuizen - Station Dukenburg | Hermes (Breng)          | Rijdt niet 's avonds en in het weekend.                              |
| 14           | Arnhem CS - Winkelcentrum Kronenburg - Elden - De Laar Oost - Elst West - Oosterhout - Lent - Waterkwartier - Nijmegen CS - Hazenkamp - Brakkenstein            | Hermes (Breng)          |                                                                      |
| 15           | Wijchen West - Wijchen Noord - Wijchen Zuid - Station Dukenburg - CWZ - Heijendaal - Nijmegen CS - Waalkade - Lent Visveld - Lent Thermion                      | Hermes (Breng)          |                                                                      |
| Streeklijnen | |                         |                                                                      |
| 33           | Arnhem CS - Huissen - Angeren - Doornenburg - Gendt - Haalderen - Bemmel - Doornik - Lent - Nijmegen CS                                                         | Hermes (Breng)          |                                                                      |
| 80           | Millingen aan de Rijn - Kekerdom - Leuth - Erlecom - Ooij - Beek - Ubbergen - Nijmegen CS                                                                       | Hermes (Breng)          |                                                                      |
| 82           | Millingen aan de Rijn - Kekerdom - Leuth - Wercheren - Beek - Nijmegen CS                                                                                       | Hermes (Breng)          | Sneldienst                                                           |
| 83           | Nijmegen CS - Malden - Heumen - Molenhoek - Mook - Plasmolen - Milsbeek - Ottersum - Gennep - Heijen - Afferden - Nieuw-Bergen - Well - Lomm - Venlo            | Hermes (Breng) × Arriva |                                                                      |
| 85           | Nijmegen CS - Plein 1944 - Weurt - Beuningen - Ewijk - Winssen - Deest - Afferden - Druten                                                                      | Hermes (Breng) × Arriva | Is in Druten gekoppeld aan lijn 42 naar Tiel                         |
| 89           | Nijmegen CS - Druten | Hermes (Breng)          | Sneldienst                                                           |
| 99           | Nijmegen CS - Station Nijmegen Dukenburg - Alverna - Nederasselt - Grave - Velp - Reek - Zeeland - Uden                                                         | Hermes (Breng) × Arriva |                                                                      |
| SB46         | Kevelaer - Weeze - Goch - Kranenburg - Nijmegen CS | DB Rheinlandbus         |                                                                      |
| SB58         | Emmerich - Kleve - Donsbrüggen - Nütterden - Frasselt - Kranenburg - Wyler - Beek - Nijmegen CS - Heijendaal                                                    | NIAG                    |                                                                      |
| Brengdirect  | |                         |                                                                      |
| 300          | Arnhem CS - Huissen - Bemmel - Ressen - Lent - Nijmegen CS - Heijendaal                                                                                         | Hermes (Breng)          | RijnWaalsprinter                                                     |
| 331          | Velp Zuid - HAN - Station Velperpoort - Arnhem CS - Winkelcentrum Kronenburg - Elst - Oosterhout - Lent - Nijmegen CS - Nijmegen Dukenburg - Weezenhof/Aldenhof | Hermes (Breng)          | Aldenhof wordt van maandag t/m vrijdag bediend als lijn 4 niet rijdt |